# 制酸薬
制酸薬（せいさんやく、英: Antacid）は、胃腸薬の一種で、胃酸を中和する医薬品である。制酸剤とも呼ばれる。上部消化管（胃、十二指腸）内のpHを上昇させ粘膜を保護し、消化性潰瘍、胃食道逆流症、胸焼け（英: heartburn & acid indigestion）や胃炎などの症状を軽減させる事を目的とする医薬品。酸中和薬とも呼ばれる。

## 分類
胃液を中和するものと胃液の分泌を抑えるものの2種類に大別される。

### 中和による
吸収性のあるナトリウム、カルシウムと吸収性のほとんど無いマグネシウム、アルミニウムなどの金属化合物を中和成分としている
- ナトリウム
  - アルギン酸ナトリウム
  - 炭酸水素ナトリウム（重曹）
- カルシウム
  - 炭酸カルシウム
- マグネシウム
  - 炭酸マグネシウム
  - 酸化マグネシウム
  - 水酸化マグネシウム
  - 三ケイ酸マグネシウム（英語版）
- アルミニウム
  - 水酸化アルミニウムゲル
- ほか
  - 水酸化アルミニウム、マグネシウム合剤（合成ヒドロタルサイト）

など

### 胃液の分泌を抑える
- ムスカリンM1受容体拮抗薬（M1ブロッカー） - ピレンゼピン
- プロトンポンプ阻害薬(PPI)
- ヒスタミンH2受容体拮抗薬（H2ブロッカー）

## 副作用や薬剤相互作用
胃酸による殺菌効果が減弱しているため細菌性食中毒の発症リスクが上昇する。
主な副作用として下痢や便秘があるほか、ナトリウム感受性の高い高血圧患者において血圧を上昇させる。一方、副作用が少ないとされているアルミニウム含有製剤では、甲状腺障害を起こすことがあると報告されている。
炭酸塩については胃酸と反応することにより、二酸化炭素が生成され腹部膨張感が生じることもある。
カルシウムイオンは便秘を引き起こす一方、マグネシウムイオンは下剤として働くため、両者を配合することで副作用を軽減しようとする薬もある。。
胃液の分泌を抑えるタイプの薬剤は、長期服用により重篤な副作用を生じる事がある。詳細はそれぞれの薬剤の項を参照。
腎臓疾患を有している場合、薬剤に含まれるイオンの尿中への排出が十分に行われず、高カルシウム血症、高ナトリウム血症、高マグネシウム血症、アルミニウム脳症などを起こす危険性がある。

### 薬物や食物との相互作用
骨粗鬆症治療薬や一部の抗生物質や抗リウマチ薬が金属イオンと反応することで、それぞれの薬剤の効果を弱めたり強めたりする薬物相互作用を生じることがある。
牛乳やカルシウムを含むサプリメント
併用するとミルクアルカリ症候群（高カルシウム血症）を起こし頭痛や吐き気、食欲不振を起こすことがある。
炭酸飲料
中和作用が炭酸に対して使われてしまい、胃酸に対する効果が損なわれることがある。腸溶性の薬品は胃の酸性の状況下では吸収されないよう作られているが制酸薬と合わせて飲んだ場合は胃内がアルカリ性の傾向となるため、腸溶性薬品が腸まで到達しないことがある。

### アレルギー
胃酸を抑制するヒスタミンH2受容体拮抗薬やプロトンポンプ阻害薬の消化性潰瘍治療薬を3か月服用したところ、10%の人で牛乳、人参、リンゴ、オレンジ小麦などに対するIgE抗体（アレルギー反応の参考になる指標）が増加していた。アレルギーの原因となるタンパク質の消化を妨げることが理由である。
制酸薬の使用期間が60日超える乳児では、アレルギー性疾患のリスクを上昇させていたとの報告がある。